# Elias Kachunga
Elias Kachunga (Haan, 22 aprile 1992) è un calciatore tedesco naturalizzato congolese (Repubblica Democratica del Congo), attaccante del Cambridge Utd.

## Statistiche

### Presenze e reti nei club
Statistiche aggiornate al 20 aprile 2016.
| Stagione            | Squadra             | Campionato          | Campionato | Campionato | Coppe nazionali | Coppe nazionali | Coppe nazionali | Coppe continentali | Coppe continentali | Coppe continentali | Altre coppe | Altre coppe | Altre coppe | Totale | Totale |
| Stagione            | Squadra             | Comp                | Pres       | Reti       | Comp            | Pres            | Reti            | Comp               | Pres               | Reti               | Comp        | Pres        | Reti        | Pres   | Reti   |
| ------------------- | ------------------- | ------------------- | ---------- | ---------- | --------------- | --------------- | --------------- | ------------------ | ------------------ | ------------------ | ----------- | ----------- | ----------- | ------ | ------ |
| 2010-2011           | Borussia M'gladbach | BL                  | 2          | 0          | -               | -               | -               | -                  | -                  | -                  | -           | -           | -           | 2      | 0      |
| feb. 2012-mag. 2012 | Osnabrück           | 3L                  | 17         | 10         | -               | -               | -               | -                  | -                  | -                  | -           | -           | -           | 17     | 10     |
| ago.2012-dic. 2012  | Herta Berlino       | 2L                  | 2          | 0          | CG              | 1               | 0               | -                  | -                  | -                  | -           | -           | -           | 3      | 0      |
| gen. 2013-mag. 2013 | Paderborn 07        | 2L                  | 13         | 3          | -               | -               | -               | -                  | -                  | -                  | -           | -           | -           | 13     | 3      |
| 2013-2014           | Paderborn 07        | 2L                  | 33         | 6          | CG              | 2               | 0               | -                  | -                  | -                  | -           | -           | -           | 35     | 6      |
| 2014-2015           | Paderborn 07        | BL                  | 32         | 6          | -               | -               | -               | -                  | -                  | -                  | -           | -           | -           | 32     | 6      |
| Totale Paderborn 07 | Totale Paderborn 07 | Totale Paderborn 07 | 78         | 15         |                 | 2               | 0               |                    |                    |                    |             |             |             | 80     | 15     |
| 2015-2016           | Ingolstadt 04       | BL                  | 10         | 0          | -               | -               | -               | -                  | -                  | -                  | -           | -           | -           | 10     | 0      |
| Totale carriera     | Totale carriera     | Totale carriera     | 109        | 25         |                 | 3               | 0               |                    |                    |                    |             |             |             | 112    | 25     |

## Palmarès

### Club

#### Competizioni nazionali
- Football League Trophy: 1

Bolton: 2022-2023